# Michele Emiliano
Michele Emiliano (n. 23 iulie 1959, Bari, Italia) este un politician italian.